# Guyancourt (métro de Paris)
Pour les articles homonymes, voir Guyancourt (homonymie).
Guyancourt est une future station du métro de Paris qui sera située le long de la ligne 18 à Guyancourt, dans les Yvelines. Destinée à être ouverte en 2030, elle desservira notamment le technocentre Renault. Elle devrait voir passer 30 000 voyageurs par jour.

## Situation sur le réseau
La gare Guyancourt est située au sud-ouest de la place de Villaroy et au croisement des avenues de l'Europe et Léon-Blum (D 91). Elle s’insère au cœur d’un environnement riche, comprenant des sites d’entreprises (comme le Technocentre de Renault, qui accueille chaque jour 11 000 salariés), des quartiers d’habitat de Voisins-le-Bretonneux, de Montigny-le-Bretonneux, de Guyancourt, et de grands espaces verts paysagers et sportifs (tel le golf national).

## Histoire
L'architecture du futur bâtiment a été réalisée par Dietmar Feichtinger Architectes.
La station portait le nom provisoire de Saint-Quentin Est.
En 2023 les travaux de génie civil commencent. En juin 2024 la boîte-gare a servi de puits de départ au tunnelier Awa, chargé de creuser le dernier tronçon de 6,7 km de la ligne 18 entre Guyancourt et l'ouvrage Stade, à Versailles. Les travaux d'aménagement démarreront en 2027 pour une livraison de la gare en 2030.